# قلعه ناگاشیما
قلعه ناگاشیما (به ژاپنی: 長島城 Nagashima) آثار باقیمانده از یک قلعه ژاپنی در شهرستان کووانا، میه در ولایت ایسه در قلمروی ناگاشیما (امروزه در کووانا، میه در استان میه) است. ناگاشیما و باروهای آن در مرز ولایت اُواری و ولایت ایسه قرار داشت.
قلعه اصلی توسط کوجو میچی‌ایه در سال ۱۲۴۵ ساخته شد. سپس در سال ۱۴۸۲ توسط ایتو شیگه‌هارا از خاندان هاکوسی‌شیجوهاچی دوباره بازسازی شد. در سال ۱۵۷۰ توسط شوی (راهب) (مرگ ۱۵۷۱) خاندان سایتو از این قلعه رانده شدند. از آن بعد این معبد به پایگاه شورشیان بودایی ایکو-ایکی تبدیل شد.
این قلعه توسط اودا نوبوناگا در دهه ۱۵۷۰ مورد حمله قرار گرفت و در سال ۱۵۷۴ به تسلط نیروهای وی درآمد. ابتدا تاکیگاوا کازوماسو در قلعه ساکن شد سپس بعد از نبرد شیزوگاتاکه (۱۵۸۳) مدتی دومین پسر اودا نوبوناگا بنام اودا نوبوکاتسو ساکن این قلعه شد.
در سال ۱۵۸۶ در اثر زلزله دچار خسارت بسیاری شد. در سال ۱۸۷۲ متروک شد. بخشی از آثار این قلعه جابجا شده‌است و بخشی هنوز در حیاط مدرسه ناگاشیما باقی مانده‌است.